# Ochrolechiaceae
Ochrolechiaceae es una familia de hongos liquenizados en el orden Pertusariales.